# 加布里埃尔·加西亚·莫雷诺
加布里埃尔·格雷戈里奥·加西亚·莫雷诺（西班牙語：Gabriel Gregorio García Moreno，1821年12月24日—1875年8月6日），厄瓜多爾獨裁者，曾兩度擔任总统（1860年至1865年、1869年至1875年）。著名的是他實行教權統治，由天主教會控制教育，1869年颁布的宪法规定只准信奉天主教。在他的管理下，厄瓜多尔成为拉丁美洲科技领域和高等教育的领先者。1869年他创建厄瓜多尔保守党。1875年，他被一个称为福斯蒂诺·拉约的厄瓜多尔裔哥伦比亚人手持大刀杀死在办公室，在他逝世后，官方为他举行了隆重的葬礼。
加西亚·莫雷诺是西班牙商人加夫列尔·加西亚·戈麦斯之子，在基多大学学习神学和法律学。